# Nieman Lab
Nieman Journalism Lab és un projecte nascut l'any 2008 de la mà de Nieman Foundation for Journalism at Harvard Arxivat 2014-03-20 a Wayback Machine., primera institució que va impulsar un programa de beques perquè periodistes d'arreu del món poguessin beneficiar-se d'un any d'estudi a la Universitat Harvard.
L'objectiu de Nieman Journalism Lab és ajudar a fer que el periodisme i els mitjans de comunicació tradicionals sàpiguen adaptar-se a l'escenari on-line. A través sobretot de publicacions diàries a la seva pàgina web i la seva activitat a les xarxes socials, posen damunt la taula discussions sobre el futur del periodisme i identifiquen les noves pràctiques i models de negoci que emergeixen com a resposta als canvis que viu la indústria periodística.

## Context
Internet ha provocat un gir en l'activitat dels mitjans de comunicació tradicionals, els quals han hagut d'adaptar el seu negoci no només a un format on-line sinó a un món multiplataforma.
Les empreses periodístiques d'arreu del món s'han trobat amb dificultats per traslladar part de la seva activitat a la xarxa, en el nou univers de la informació i de la difusió de notícies gratuïtes, en la gran majoria dels casos, i convertir el periodisme digital en un negoci rendible. I a tot això se li pot sumar el canvi en les tendències del públic, amb l'aparició d'un lector o una audiència que està immersa en el món de la immediatesa, que reclama una actualització constant, i la comunicació interactiva.
I aquest context marcat per la gran influència del món digital en l'activitat periodística ha portat a la fi la vida de molts mitjans de comunicació d'arreu del món, els quals no han sabut adaptar el seu negoci a les demandes de la nova societat de la comunicació instantània ni a un univers replet de tota mena de contingut i informació, la majoria d'accés lliure per a tots els usuaris.
Enmig aquests canvis apareix l'equip de Nieman Journalism Lab, el qual analitza quins són els factors que marquen l'èxit i el fracàs de les empreses periodístiques. La pàgina web esdevé un espai d'ajuda per a periodistes i editors que es veuen obligats a reorientar el seu negoci. S'hi publiquen notícies sobre projectes o innovacions que algunes empreses emprenen i que poden ser útils per a d'altres. És per això que l'equip compte molt amb la participació dels seus lectors, als quals els conviden a compartir les seves idees.

## Equip
L'equip de Nieman Journalism Lab està format pel director del projecte, Joshua Benton, juntament amb tres escriptors: Justin Ellis, Caroline O’Donovan i Joseph Lichterman.
- Joshua Benton[6], fundador i director de Nieman Journalism Lab a la Universitat Harvard. Abans d'impulsar el projecte havia treballat 10 anys com a periodista d'investigació, columnista i com a corresponsal a 10 països diferents per al diari nord-americà The Dallas Morning News. Anteriorment va ser també periodista i crític de rock al diari The Toledo Blade.

- Justin Ellis, actual redactor de Nieman Journalism Lab, havia treballat com a periodista i columnista del diari Portland Press Herald i Maine Sunday Telegram. En aquest rotatiu va escriure per a diferents àrees: a la secció de negocis, política, cultura i tecnologia.

- Caroline O'Donovan,[7] avui redactora de Nieman Journalism Lab, ha escrit anteriorment a diferents mitjans de comunicació: Gaper’s Block, Architect’s Newspaper, Chicagoist, American Public Media’s Marketplace i The New Republic. Destaca el seu interès per les croades medievals a Jerusalem, on es va desplaçar per a estudiar-les.

- Joseph Lichterman[8], últim dels 4 membres que componen l'equip de Nieman Journalism Lab. Abans d'entrar-hi, va treballar com a periodista a l'agència de notícies Reuters a Detroit, on va cobrir la fallida de la ciutat. Prèviament havia fet de reporter a Automotive News i a Michigan Radio. Destaca també la seva emprenedoria com a editor en cap del diari estudiantil independent a la Universitat de Michigan The Michigan Daily.